# Golden Apples of the Sun
Golden Apples of the Sun è il secondo album in studio della cantante statunitense Judy Collins, pubblicato nel 1962.

## Tracce
Side 1
1. Golden Apples of the Sun (William Butler Yeats, Travis Edmonson)
2. Bonnie Ship the Diamond (Judy Collins, Traditional)
3. Little Brown Dog (Traditional)
4. Twelve Gates to the City (Reverend Gary Davis)
5. Christ Child Lullaby (Traditional)
6. Great Selchie of Shule Skerry (Traditional)

Side 2
1. Tell Me Who I'll Marry (Traditional)
2. Fannerio (Traditional)
3. Crow on the Cradle (Sydney Carter)
4. Lark in the Morning (Traditional)
5. Sing Hallelujah (Mike Settle)
6. Shule Aroon (Traditional)